# Hasok Chang

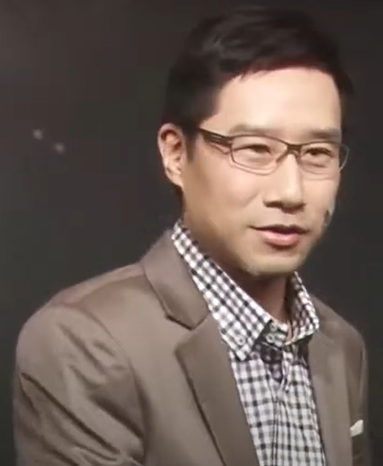
Hasok Chang

Hasok Chang (Koreaans: 장하석, Hanja: 張夏碩, 26 maart 1967) is een Koreaans-Amerikaans wetenschapsfilosoof en -historicus aan de universiteit van Cambridge. Zijn onderzoek spitst zich vooral toe op de filosofie en geschiedenis van de scheikunde, de filosofie van wetenschappelijke praktijken, analyse van meetpraktijken, realisme, wetenschappelijke bewijs, pluralisme en pragmatisme. In zijn werk pleit hij ervoor dat wetenschapsfilosofie en wetenschapsgeschiedenis elkaar productief kunnen informeren en ze dus samen moeten worden beoefend.
Chang is ook bestuurslid van de Philosophy of Science Association en voormalig president (2012-2014) en vice-president (2014-2015) van de British Society for the History of Science. Hij is een stichtend lid van de Committee for Integrated History and Philosophy of Science en de Society for Philosophy of Science in Practice. In 2006 won hij de Lakatos Award voor zijn boek Inventing Temperature: Measurement and Scientific Progress en in 2013 de Fernando Gil International Prize for the Philosophy of Science voor zijn boek Is Water H20?: Evidence, Realism and Pluralism.